# Centre de détention d'Oermingen
Le centre de détention d'Oermingen est un centre de détention français située dans la commune d'Oermingen, dans le département du Bas-Rhin et dans la région Grand-Est.
L'établissement dépend du ressort de la direction interrégionale des services pénitentiaires de Strasbourg. Au niveau judiciaire, l'établissement relève du tribunal judiciaire de Saverne et de la cour d'appel de Colmar.
Le centre de détention d'Oermingen est à l'origine un camp de sureté (caserne) de la ligne Maginot.

## Histoire

### Le camp de sûreté de la ligne Maginot
Le site du camp d'Oermingen est occupé dès 1935 par le 1er Bataillon du 153e Régiment d'Infanterie de Forteresse (RIF). Le camp de sureté est construit entre 1936 et 1938 et destiné au repos des soldats du secteur fortifié de Rohrbach de la ligne Maginot,,,,,.
À la mobilisation en septembre 1939, ce bataillon reconstitue le 133e RIF qui occupe dès lors le camp,,,.
L'établissement sert également de halte à des unités la 2e Division Blindée durant l'hiver 1944-1945, lors des combats qui ont lieu dans le secteur,.

### La «prison-école»
Le site est cédé par le ministère de la Guerre, reconverti en établissement pénitentiaire en 1945 et ouvre sous cette forme en 1946,.
Mais dès 1947, l'établissement devient la première « prison-école » (ou « centre-école ») ouverte pour garçon de la direction de l'administration pénitentiaire, Les premiers jeunes détenus éligibles à ce régime de détention arrivent ainsi en septembre 1947 et l'établissement obtient son autonomie définitive le 1er janvier 1948. Le régime de « prison-école » est cependant officialisé par la circulaire 51-67 de mai 1951 instituant création des prisons-écoles d’Oermingen et de Doullens.
Le régime de détention, décrit comme sélectif et progressif, est tourné autour de la formation et de l'apprentissage d'un métier, ceci afin de favoriser la réinsertion des jeunes détenus.

### Le centre de détention
L'établissement est converti sous le statut de centre de détention en 1987, d'abord en tant que centre de détention régional puis, à partir de 2003, en tant que centre de détention à part entière.

## Description
Situé route de Kalhausen à Oermingen, le centre de détention est l'un des trois établissements pénitentiaires du département. Il dépend du ressort de la direction interrégionale des services pénitentiaires de Strasbourg et, au niveau judiciaire, relève du tribunal judiciaire de Saverne et de la cour d'appel de Colmar.
L'établissement est de type « casernement » issu de ses origines, sur le même principe que le centre de détention d'Écrouves.
L'établissement a une capacité d'accueil de 263 places exclusivement pour des détenus majeurs hommes condamnés à des peines de un an et plus et composé exclusivement en quartier "Centre de détention Hommes",. L'établissement est dépourvu de mur d'enceinte et est uniquement clos par des grillages.
Au 1er février 2022, l'établissement accueillait 230 détenus, soit un taux d'occupation de 87.5%.
Il est constitué d'une quinzaine de bâtiments, tous indépendants les uns des autres et répartis sur une superficie de 12 hectares, certains étant dans un état de vétusté importante.

## Actions de réinsertion par le travail et la formation des détenus
Dans la continuité de son passé de « prison-école », mis en place dès l'ouverture de l'établissement en tant que prison, l'établissement est reconnu pour ses actions importantes dans le domaine du travail et de la formation professionnelle favorisant la réinsertion des personnes détenues, étant même cité "en exemple" ou "en modèle" par les autorités,,,.
Certaines activités professionnelles sont par ailleurs organisées avec des associations telles qu'Emmaüs France tandis que des formations professionnelles sont également organisées avec des structures extérieures, telles qu'une formation de cuisinier bénéficiant de cours en ligne et d'outils numériques tout en respectant les contraintes de sécurité pénitentiaire. Cette formation, organisée avec la structure « L'atelier des chefs », est également mise en œuvre au centre pénitentiaire d'Aix-Luynes.
Le taux de détenus ayant une activité ou formation professionnelle est ainsi de 66%, ce taux s'approchant de 90% avant la pandémie de COVID 19. En 2022, près de 70% des 220 détenus suivent l'une des six formations proposées dans l'établissement.
Sur les mêmes thématiques, l'établissement fait également l'objet de visites de délégations étrangères (Scandinavie, Japon) qui souhaitent étudier le modèle mis en place par l'établissement.

## Détenus notables
Joseph Bilger, homme politique alsacien, père de  François Bilger, Pierre Bilger et Philippe Bilger, est incarcéré au centre de détention d'Oermingen après la Libération à la suite de sa condamnation à dix ans de travaux forcés pour intelligence avec l'ennemi,.

## Événements notables
En juillet 1990, le centre de détention fait partie des établissements qui ont connu un mouvement national de contestation violente des détenus à l'occasion de la grâce présidentielle dont ont bénéficié Anis Naccache et son commando. Des émeutes importantes ont lieu et provoquent ainsi de graves dégradations dans l'établissement, nécessitant une mobilisation importante des forces de l'ordre.